# Salminus hilarii
Salminus hilarii es una especie de peces de la familia Characidae en el orden de los Characiformes.

## Morfología
Los machos pueden llegar alcanzar los 50 cm de longitud total.

## Hábitat
Vive en zonas de clima tropical.

## Distribución geográfica
Se encuentran en Sudamérica:  cuencas de los ríos  Paraná,  Tocantins,  Amazonas,  Orinoco,  Magdalena y  São Francisco.